# Burg Iversheim
Die Burg Iversheim war eine Burg in Iversheim, einem Stadtteil von Bad Münstereifel in Nordrhein-Westfalen. Sie stand vermutlich nördlich der Kirche.
Das Aussehen der Burg ist nicht mehr bekannt.
Im 14. Jahrhundert trat ein Ortsadelsgeschlecht auf, welche die Burg als Lehen von Peter von Kronenburg hatte. Nach dem Aussterben der Kronenburger kam die Burg in den gräflichen Blankenheimer Besitz. 1610 erschien ein Herr von Ahr zu Antweiler als Inhaber von Burg Iversheim auf dem Landtag. 1732 waren die Grafen von Manderscheid-Blankenheim Eigentümer. Noch im Jahre 1822 wurde in den Landratsakten des Kreises Rheinbach ein adeliger Sitz genannt. Danach verliert sich die Spur der Burg.